# Aviazione generale
L'aviazione generale è il settore dell'aviazione civile di cui fanno parte tutti i voli non militari condotti per scopi non commerciali e diversi dal lavoro aereo. Comprende quindi tutte le operazioni aeree che non prevedono il trasporto di passeggeri, merci o posta dietro remunerazione o affitto (cioè il trasporto aereo commerciale) e che non prevedono lo svolgimento di attività quali pubblicità aerea, costruzioni, fotografia aerea, pattugliamento, osservazioni aeree o controllo di infrastrutture, ricerca e soccorso (cioè il lavoro aereo).
Occorre non confondere l'aviazione generale con il traffico aereo generale. Sotto quest'ultima categoria, infatti, ricadono tutti i voli, militari e civili, commerciali o gratuiti oppure di lavoro aereo, condotti secondo le regole del volo e le procedure fissate dall'ICAO.

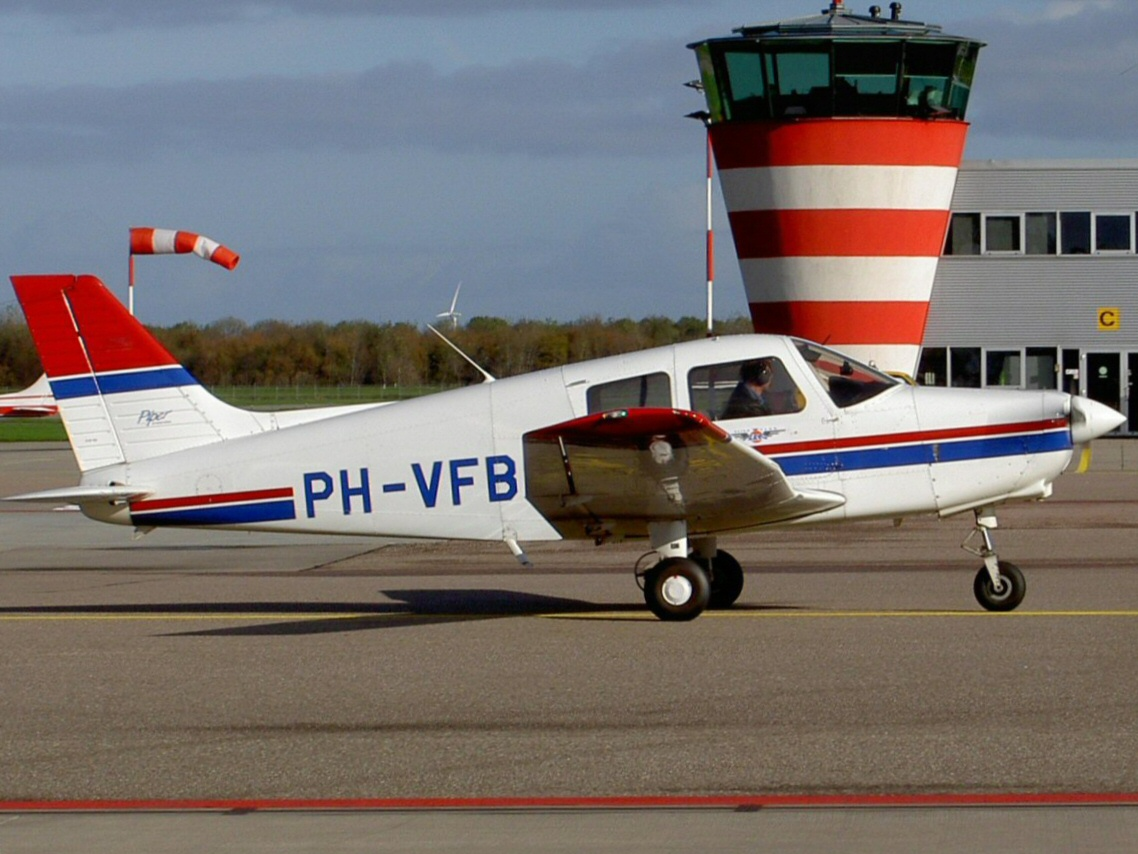
I cosiddetti aerei da turismo rientrano nell'aviazione generale

Moltissimi aeroporti sono utilizzati solamente dall'aviazione generale (In Italia i velivoli di aviazione generale sono autorizzati ad operare anche sulle aviosuperfici), e la maggior parte del traffico aereo mondiale è composto dall'aviazione generale.
Gli aerei utilizzati per l'aviazione generale vengono comunemente detti, in lingua italiana, aerei da turismo, sebbene tale termine sia improprio perché non tutti i voli di aviazione generale avvengono per finalità turistiche.

## Futura classificazione
A seguito della necessità di armonizzare le esigenze statistiche, strettamente collegate con aspetti finanziari, economici nonché ad indagini di sicurezza, è in corso lo studio, fortemente auspicato dall'ICAO e sotto il coordinamento di questa Organizzazione internazionale, per una nuova definizione del termine ed una nuova classificazione dell'aviazione generale. Questa riorganizzazione porterebbe a includere nell'Aviazione Generale tutti i voli che non trasportino merci o persone dietro retribuzione incluse anche le operazioni per lavoro aereo purché non comportino il trasporto di passeggeri o merci a pagamento.